# Хасин, Абрам Иосифович
Абрам Иосифович Хасин (15 февраля 1923, Запорожье — 6 февраля 2022, Эссен) — советский и российский шахматист, международный мастер (1964), гроссмейстер ИКЧФ (1972). Заслуженный тренер СССР (1968).

## Биография
Родился в Запорожье. В войну будучи курсантом был отправлен на фронт и в сражении под Сталинградом был тяжело ранен, обе ноги были ампутированы. После войны окончил педагогический университет, став преподавателем английского языка.
Многократный участник чемпионатов Москвы; лучшие результаты: 1955 и 1961 — 3-5-е, 1957 — 3-4-е, 1958 — 3-е, 1963 — 2-е места. Участник 5 чемпионатов СССР, лучший результат 13-е место (1965). С 1968 выступал за сборную команду СССР на Всемирных шахматных олимпиадах по переписке; на 6-й, 7-й и 8-й олимпиадах показал лучший результат на своей доске. Победитель международного турнира по переписке, посвящённого 100-летию со дня рождения В. И. Ленина. В 8-м личном чемпионате мира по переписке (1975—1980) — 4-е место.
Тренер О. Рубцовой, Е. Фаталибековой, Н. Коноплёвой, Ю. Разуваева, Е. Бареева и других известных шахматистов, а также сборной студенческой команды СССР на чемпионатах мира (1966—1967), сборных команд Москвы (1950—1983).
Тренер ЦШК СССР (1958—1974) и московского городского Дворца пионеров (с 1978). Работал учителем.
Автор ряда статей по теории шахмат.
С 2002 года жил в г. Эссен (Германия). Умер там же в возрасте 98 лет.

## Изменения рейтинга
| Графики недоступны из-за технических проблем. См. информацию на Фабрикаторе и на mediawiki.org. |